# Disocactus macranthus
Disocactus macranthus är en kaktusväxtart som först beskrevs av Alexander, och fick sitt nu gällande namn av Myron William Kimnach och Hutchison. Disocactus macranthus ingår i släktet Disocactus och familjen kaktusväxter. Inga underarter finns listade i Catalogue of Life.

## Bildgalleri

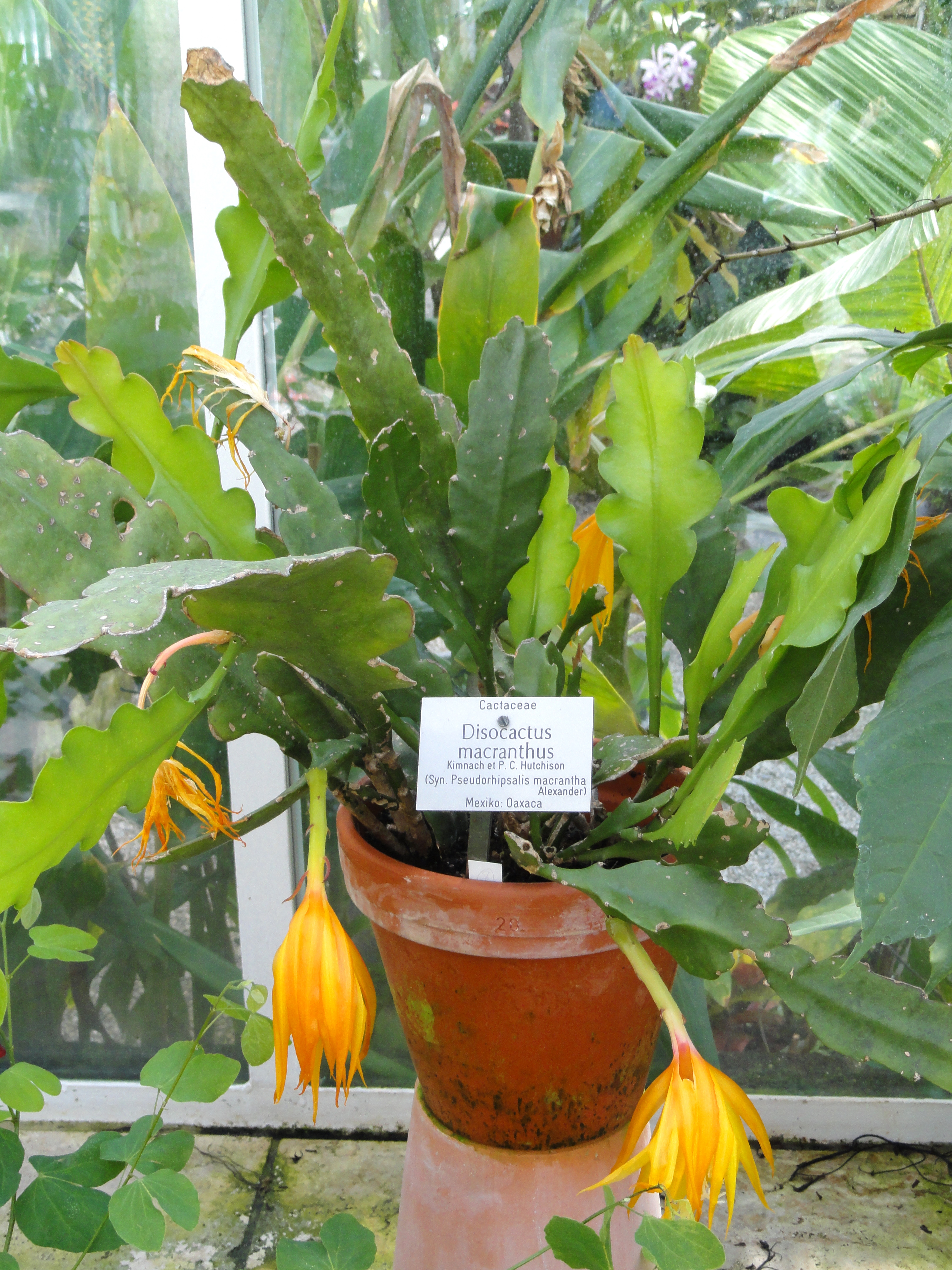